# Pungu maclareni
Pungu maclareni – gatunek słodkowodnej ryby z rodziny pielęgnicowatych (Cichlidae), jedyny przedstawiciel rodzaju Pungu. 

## Występowanie
Gatunek endemiczny jeziora Barombi Mbo w Kamerunie.

## Opis
Osiąga do 10 cm długości. Pyszczak. Ikrę inkubuje samica. 

## Ochrona
Gatunek wpisany do Czerwonej księgi gatunków zagrożonych w kategorii krytycznie zagrożonych (CR).